# Хэнкок, Джон Ли
Джон Ли Хэнкок-мл. (англ. John Lee Hancock, Jr.; род. 15 декабря 1956) — американский кинорежиссёр, сценарист и продюсер. Он наиболее известен по таким спортивным драмам, как «Новичок» (2002) и «Невидимая сторона» (2009), а также по исторической комедийной драме «Спасти мистера Бэнкса» (2013).

## Карьера
В 2002 году он снял спортивную драму «Новичок», который был успешен как критически, так и коммерчески. В 2004 году, он выступил сценаристом и режиссёром фильма «Форт Аламо», который провалился в прокате. Пять лет спустя он снял фильм «Невидимая сторона», который был благосклонно встречен критиками и получил номинацию на «Оскар» за лучший фильм. Он был одним из сценаристом предстоящего мюзикла «Девушки Гори» и он также воссоединился с Disney в фильме «Спасти мистера Бэнкса», фильме о жизни П. Л. Трэверс и о её трудных переговорах с Уолтом Диснеем над адаптацией её знаменитого романа «Мэри Поппинс» в полнометражный фильм.
В данное время он назначен на место режиссёра фильма «Основатель» о сети фаст-фуда «McDonald's».
Его следующим фильмом стал «Дьявол в деталях», неонуарный триллер 2021 года. Сюжет рассказывает о двух полицейских (Дензел Вашингтон и Рами Малек), которые пытаются поймать серийного убийцу в Лос-Анджелесе 1990-х годов; в фильме также снялись Джаред Лето в роли главного подозреваемого и Натали Моралес в роли другого детектива.
На 2022 год намечена премьера фильма «Телефон мистера Харригана» от Netflix, основанный на рассказе Стивена Кинга. В рассказе, опубликованном в сборнике «Будет кровь», речь идет о мальчике, который подружился с пожилым миллиардером, живущим в маленьком городке. Их связывает первый iPhone этого человека. Но когда мужчина умирает, мальчик обнаруживает, что не всё мертвое уходит, и оказывается, что он может общаться со своим другом из могилы, оставляя голосовые сообщения на iPhone, который был похоронен вместе с ним.

## Фильмография
| Год  | Название                    | Режиссёр | Продюсер | Сценарист |
| ---- | --------------------------- | -------- | -------- | --------- |
| 1991 | Hard Time Romance           | Да       |          | Да        |
| 1993 | Идеальный мир               |          |          | Да        |
| 1997 | Полночь в саду добра и зла  |          |          | Да        |
| 2000 | Мой пёс Скип                |          | Да       |           |
| 2002 | Новичок                     | Да       |          |           |
| 2004 | Форт Аламо                  | Да       |          | Да        |
| 2009 | Невидимая сторона           | Да       |          | Да        |
| 2012 | Белоснежка и охотник        |          |          | Да        |
| 2013 | Спасти мистера Бэнкса       | Да       |          |           |
| 2016 | Основатель                  | Да       |          |           |
| 2019 | В погоне за Бонни и Клайдом | Да       | Да       |           |
| 2021 | Дьявол в деталях            | Да       | Да       | Да        |
| 2022 | Телефон мистера Харригана   | Да       |          | Да        |